# Frøis Frøisland
Nils Frøis Frøisland, född den 4 februari 1883 i Raufoss, död den 29 januari 1930 i Oslo, var en norsk tidningsman. 
Efter att först ha ägnat sig åt den militära banan studerade Frøisland medicin och därefter juridik vid Kristiania universitet och avlade 1907 juridisk ämbetsexamen. Följande år började han som journalist i Aftenposten, och under första världskriget var han dess krigskorrespondent i Frankrike. Efter kriget blev Frøisland redaktör och senare chefredaktör för Aftenposten. Sina minnen från krigsåren utgav han i bokform.